# وليام كريشر
وليام كريشر (بالإنجليزية: William Kircher)‏ مواليد 23 مايو 1958، هو ممثل نيوزلندي بدأ مسيرته الفنية عام 1983.

## الأعمال

### أفلام
- زينا: الأميرة المحاربة
- أسطورة الباحث
- الهوبيت: قفرة سموغ (الدور: بيفور)
- الهوبيت: ذهابا وعودة (الدور: بيفور)

## روابط خارجية
- وليام كريشر على موقع IMDb (الإنجليزية)
- وليام كريشر على موقع أول موفي (الإنجليزية)
- وليام كريشر على موقع ديسكوغز (الإنجليزية)
- وليام كريشر على موقع قاعدة بيانات الفيلم (الإنجليزية)